# Baptiste Erdocio

a Compétitions nationales et continentales officielles uniquement.

b Matchs officiels uniquement.
Dernière mise à jour le 19 juillet 2025.
Baptiste Erdocio, né le 13 mars 2000 à Bidart (France), est un joueur international français de rugby à XV. Il évolue principalement au poste de pilier gauche au Montpellier HR.

## Biographie
Né à Bidart, Baptiste Erdocio commence à jouer au rugby à XV au Bidart Union Club, avant de rejoindre le Biarritz olympique en cadets. À 18 ans, il intègre le centre de formation, et dispute son premier match avec l'équipe première le 9 octobre 2021 contre le Lyon OU.
À partir de la saison 2023-2024, il s'engage pour trois ans au Montpellier HR. Dès sa première saison, il s'impose à son poste et réalise une saison pleine. En effet, il prend part à quasiment toutes les rencontres de son nouveau club et est souvent titularisé, préféré à l'international français Enzo Forletta.
À l'issue de la saison 2024-2025, il est retenu dans le groupe de l'équipe de France A affrontant l'Angleterre XV en juin 2025 à Twickenham ; il est titularisé et participe à la victoire des Français. Il est retenu dans la foulée pour la tournée estivale du XV de France en Nouvelle-Zélande, et est nommé titulaire pour le deuxième match de la tournée à Wellington. Le 12 juillet, il honore officiellement sa première sélection face aux All Blacks. 
Il prolonge son contrat à Montpellier dans la foulée jusqu'en 2029. 

## Statistiques
Au 19 juillet 2025, Baptiste Erdocio compte 2 capes en équipe de France, dont 2 en tant que titulaire, depuis le 12 juillet 2025 contre la Nouvelle-Zélande.
| Année | Compétition | Matchs | Points | Essais |
| ----- | ----------- | ------ | ------ | ------ |
| 2025  | Test matchs | 2      | 0      | 0      |
| Total | Total       | 2      | 0      | 0      |